# Borovany (okres Písek)
Borovany (německy Borowan) je obec v Jihočeském kraji v okrese Písek. Žije zde 207 obyvatel.

## Přírodní poměry
Obec se táhne částečně po hrázi a v okolí Velkého Borovanského rybníka, kterému se během povodní v roce 2002 protrhla hráz. Protržení hráze mělo za následek rozdělení obce na dvě části až do doby, kdy byla hráz opětovně opravena.Obcí protéká Bilinský potok, který je jedním z přítoků do rybníka.
Západní část obce je ohraničena plochou rybníka, na východě katastru obce se nachází rozsáhlé lesy Hemery a Soví.

## Název
Dle Augusta Sedláčka je název obce podle borů, které obklopovaly starou osadu. Obyvatelé této osady se jmenovali Borované a tak vzniklo i jméno obce.

## Historie
Nejstarší zmínka o vsi je z roku 1219, kdy se o ní hovoří jako o vladyckém sídle. Další zprávy o obci jsou ale jen kusé. Z dochovaných údajů se zdá patrné, že Borovany byly součástí Bernartického panství a jen na krátko před 16. stoletím se staly samostatným statkem. Od poloviny 16. století se stal pánem Borovan Adam Bechyně z Lažan, který nechal v obci vystavět třetí pevnou tvrz (dvě předchozí vznikly někdy kolem roku 1399 na podnět synů Kunráta z Bernartic Buzka a Petra). V roce 1623 jsou Borovany prodány do rukou jezuitů vnukem Adama Bechyně Oldřichem.
Vesnice byla značně postižena třicetiletou válkou a téměř se vylidnila. Dle záznamů z kroniky byli nejspíše všichni sedláci v Borovanech vojáky zabiti, jelikož se jim postavili na odpor se zbraní. Při morové epidemii v 70. letech 18. století zde bylo pohřbeno několik set mrtvých, kdy již hřbitov v Bernarticích z kapacitních důvodů nestačil. Na místě nového hřbitova pak vznikl kostel svaté Rozálie.

## Pamětihodnosti

### Tvrze
V obci se dříve nacházely tři tvrze. Jedna byla umístěna na výšině nad Borovanským rybníkem a byla zbourána až v roce 1867 po ničivém požáru. Během bourání byla v základech tvrze objevena kostra mladého děvčete. Předpokládá se, že se dívka stala obětí středověké pověry, že když se do základů zazdí nevinná panna, stane se tvrz pevnou a nedobytnou.

### Kostel svaté Rozálie
Kostelík leží přibližně dva kilometry jižně od Bernartic v údolí lesa Mladého, jeho barokní stavba pochází ze 17. století. Byl založen na popud jezuitského pátera Jana Walda roku 1681. Když vypukla v roce 1680 morová epidemie a místní hřbitov nestačil, tak bylo vybráno toto místo pro nový hřbitov. Původně zde stávala kaplička, která byla v roce 1719 přestavěna tak, aby postačovala velkému množství prosebných procesí. Roku 1783 získal kostelík dnešní podobu.
Vedle kostela se nachází nejen drobný kříž, ale i dřevěný kříž s plechovým, malovaným Kristem.
Před kostelíkem stojí jeden z nezařaditelných sakrálních objektů. Na kamenném podstavci se nachází dřevěná vitrínka. Kamenný podstavec kdysi býval částí kamenné kostelní pokladničky. Uvnitř vitrínky je soška s obrázkem Panny Marie Lurdské.
Sousední lípa je dutá a v jejím vnitřku je obrázek Panny Marie Sepekovské.
Jedná se o hojně navštěvované poutní místo.

### Výklenkové kaple
Výklenková kaple zasvěcená svatému Janu Nepomuckému se nachází u čp. 67.
Výklenková kaple zasvěcená Panně Marii Lurdské je novodobá a nachází se čp. 63.

### Kaple
Kaple zasvěcená svaté Rozálii se nachází nad pramenem s léčivou vodou u kostela svaté Rozálie, na návsi v obci a je z 18. století. Před návesní kaplí se nachází kříž. Poblíž návesní kaple roste památný strom.

### Další památky
Před budovou obecního úřadu se nachází pomník, vedle kterého je vysazená lípa. Nápis na pomníku: „20. 6. 2008 TUTO LÍPU ZASADIL SPOLEČNĚ SE SVOU VNUČKOU AMERICKÝ ASTRONAUT A. E. CERNAN PRARODIČE Z MATČINY STRANY POCHÁZELI Z BOROVAN“. Dne 28. září 2018 zde byl odhalen pomník padlým v první světové válce.
U komunikace v obci se v ohradní zdi nachází výklenek pro sochu světce.
V seznamu kulturních památek v okrese Písek je vedená venkovská usedlost čp. 67 a bývalá kovárna u čp. 57.

## Osobnosti
- František Blažek (1867–1937), lesní inženýr

Z obce také pochází předci amerického astronauta Eugena Cernana, který v roce 1972 přistál na Měsíci.

## Pověsti
V roce 1674 šla cestou z Bernartic do Borovan mladá dívka jménem Alžběta Andělová. Byla přepadena dvěma vojáky. Bránila se a křikem si přivolala pomoc nedaleko pracujících sedláků. Ale vojáci jí před svým útěkem nasypali do očí písek a ona oslepla. Chodila žebrotou po kraji.
Když se vracela z Borovan, slyšela na tomto místě hlas, který jí pravil: Toto místo bude zasvěceno, mnozí zde budou pohřbeni, procesí zde budou vedená. Nikdo jí to nevěřil a byla všem pro posměch.
V jeskyni, pod kapličkou je studánka s léčivou vodou. Nad kaplí vlála korouhev s tímto vyobrazeným příběhem. Sedlák, který k této studánce přivedl svou slepou kobylu a vodou ze studánky jí potřel oči. Byl potrestaný za znesvěcení studánky tím, že on sám oslepl a kobyle se zrak opět navrátil.

## Galerie

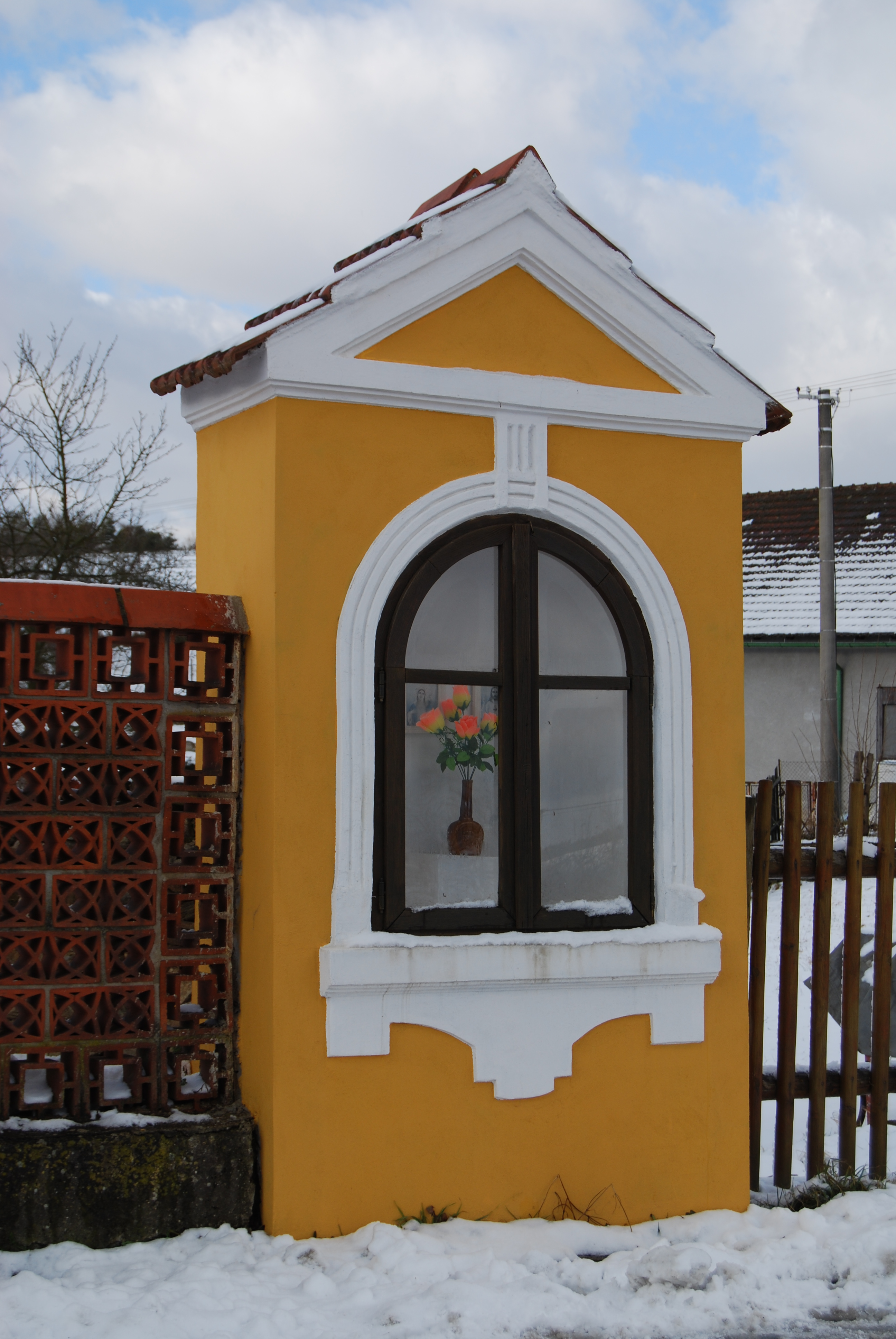
Kaple sv. J. Nepomuckého
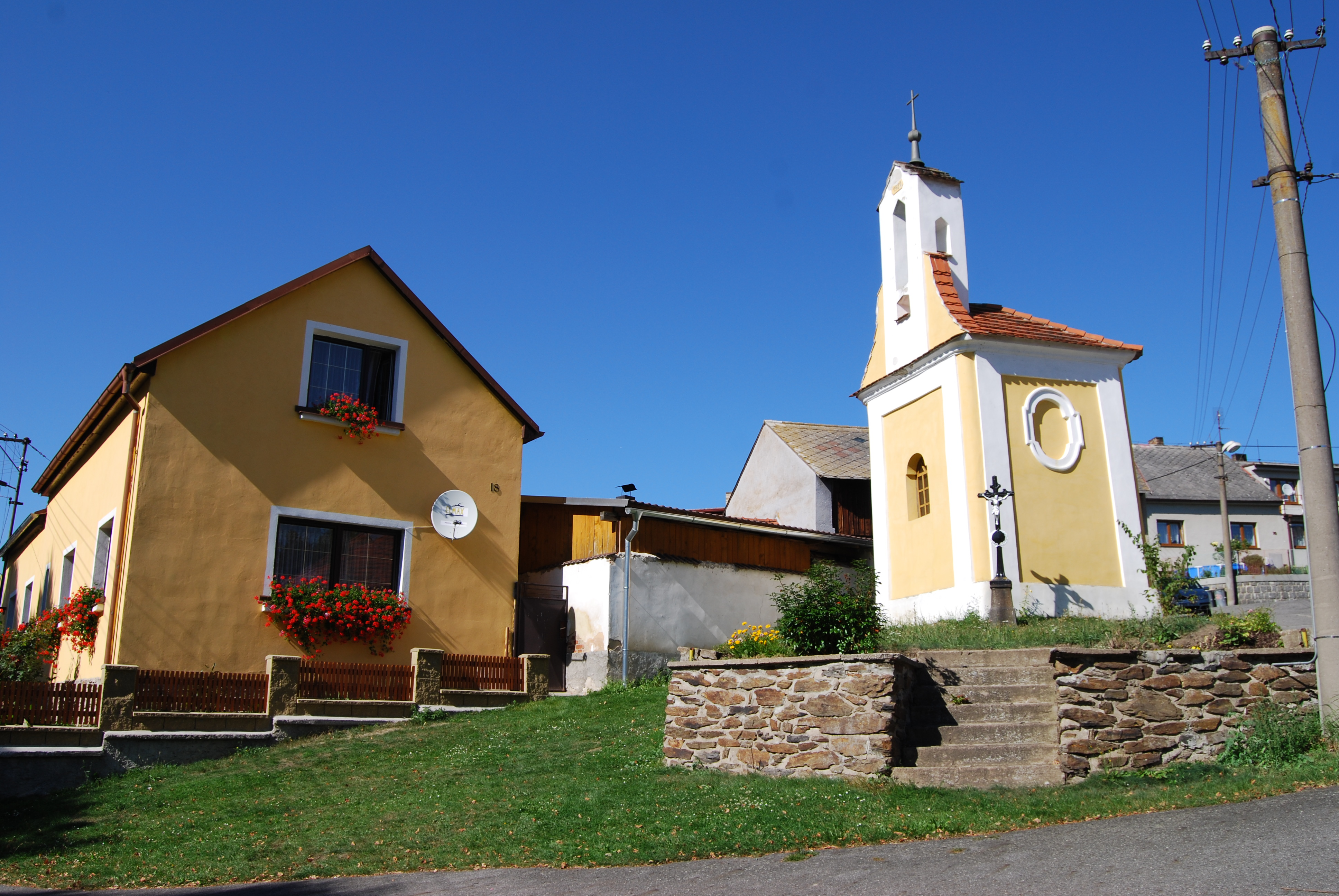
Kaple na návsi
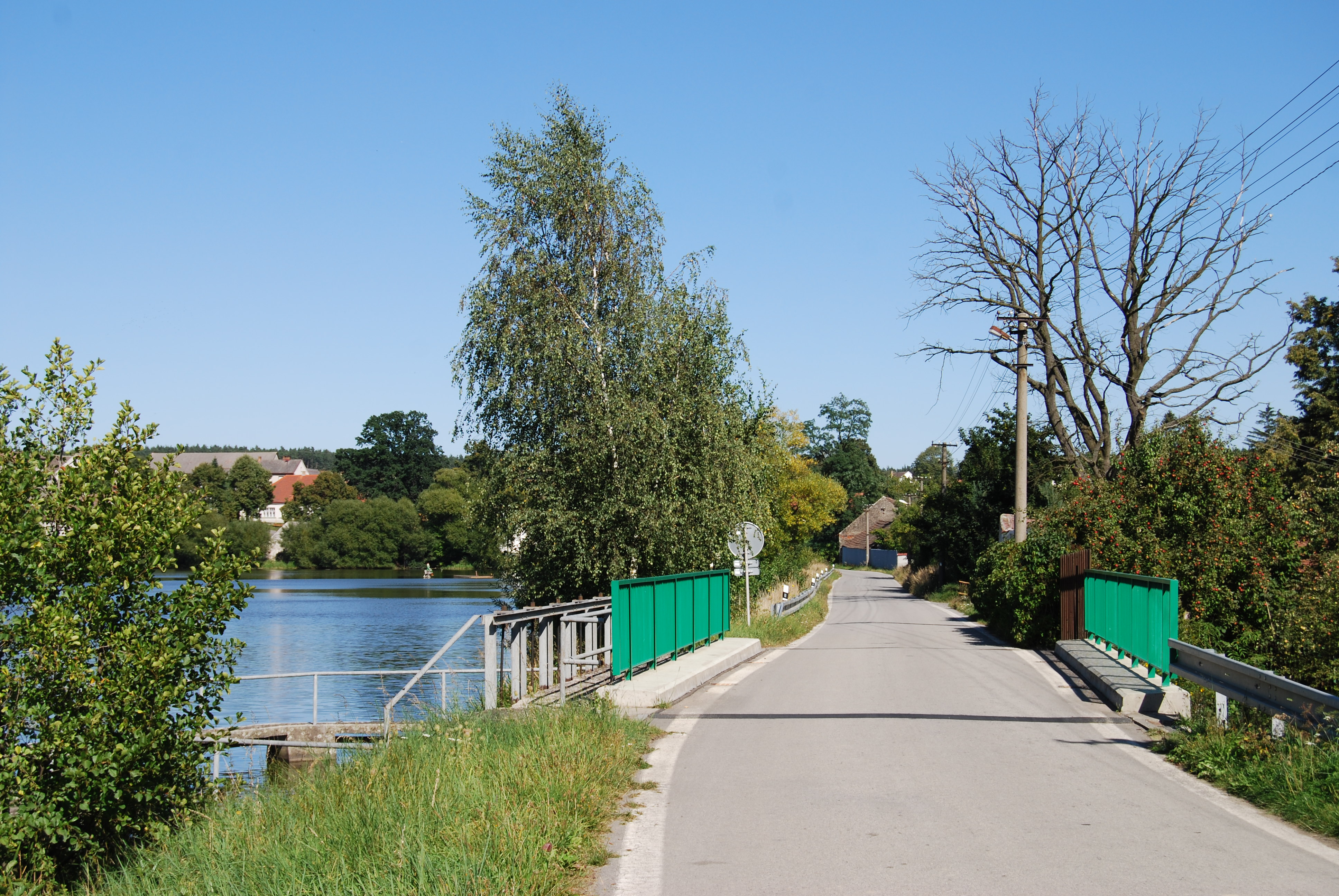
Hráz rybníka s pozemní komunikací
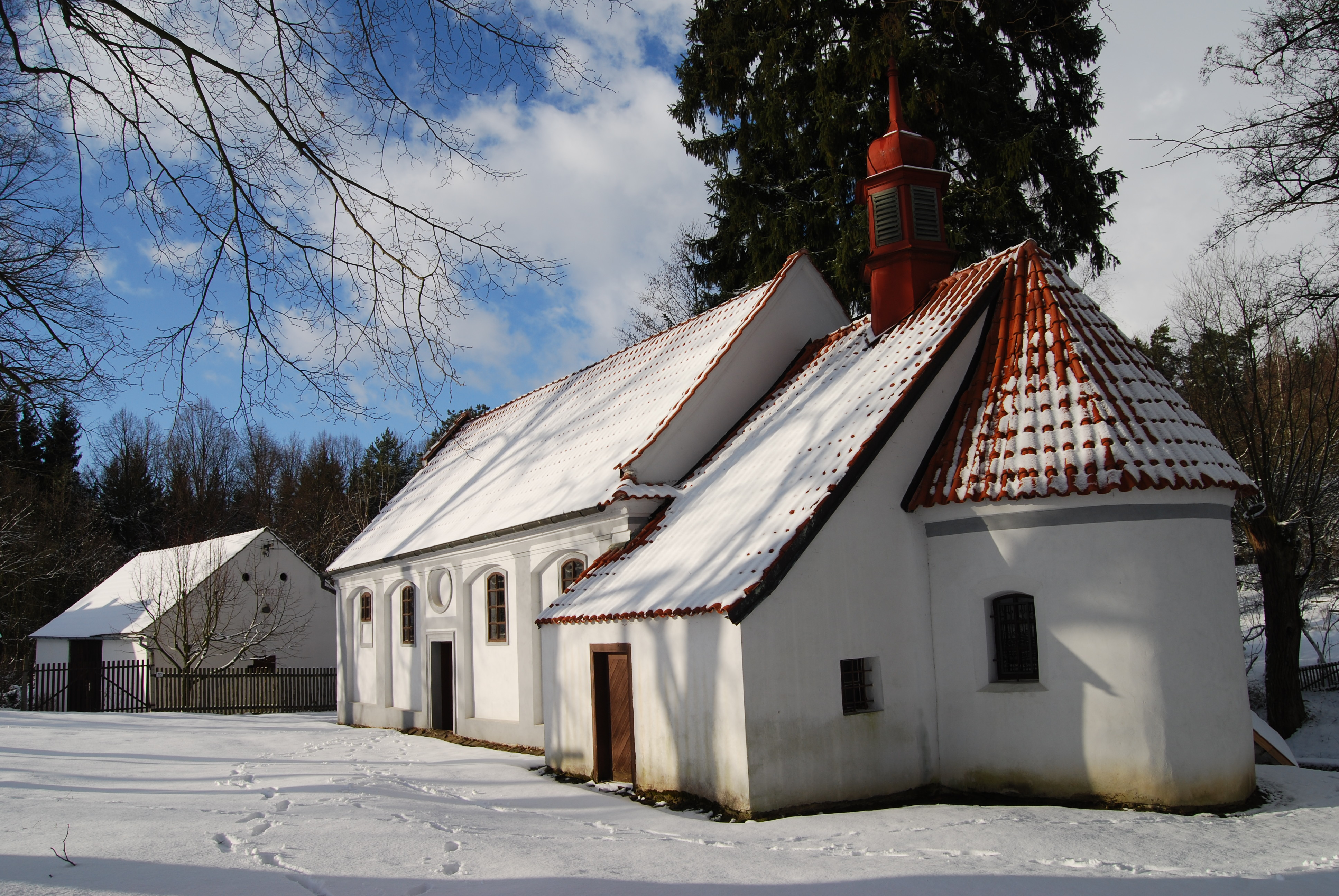
Poutní místo kostel sv. Rozálie
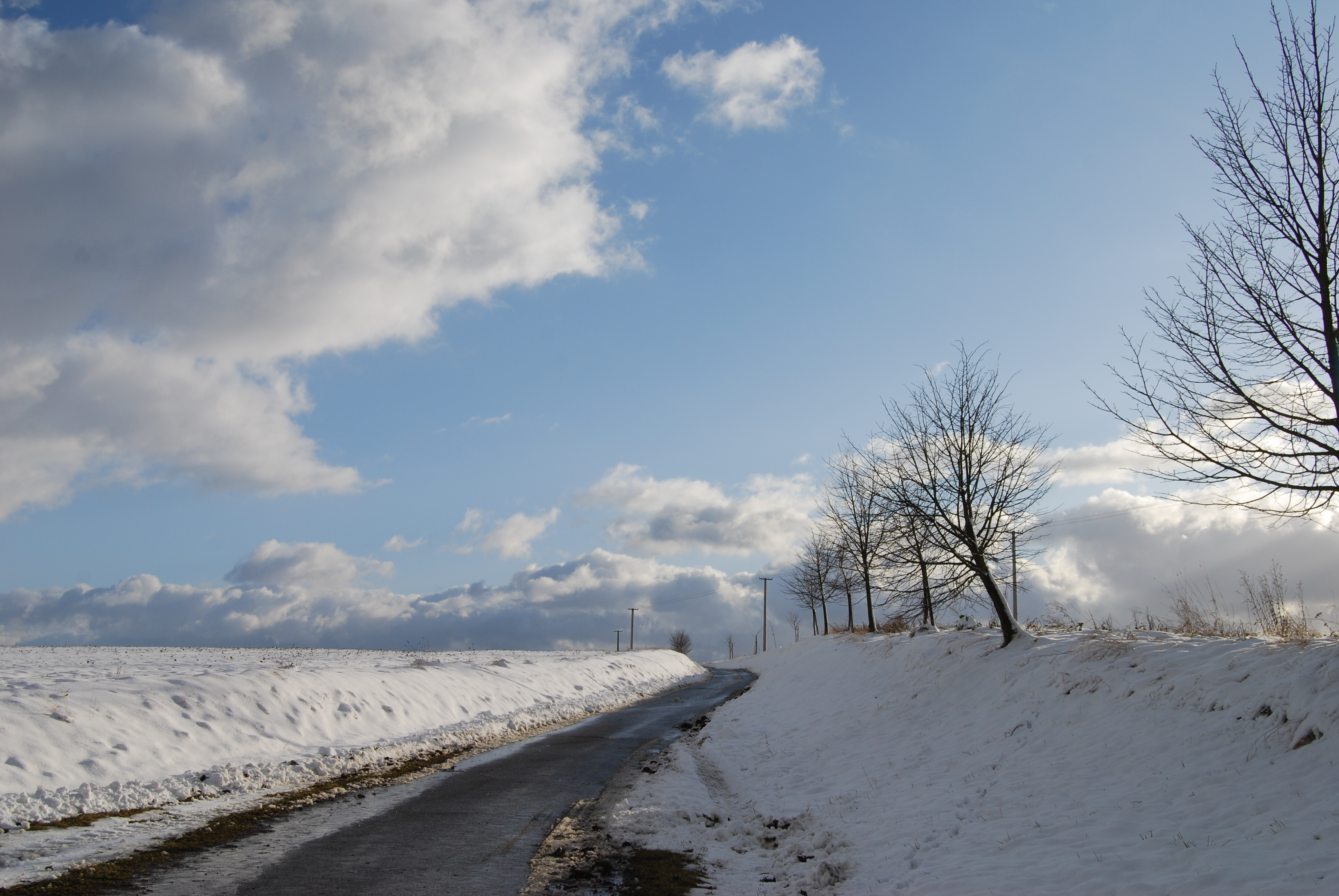
Pohled na okolí kostelíka